# Architecture expressionniste
L'architecture expressionniste est un mouvement architectural qui se développa en Europe du Nord pendant les premières décennies du XXe siècle en parallèle avec l'expressionnisme dans les arts appliqués et vivants.
Le terme d'« architecture expressionniste » décrivait à l'origine les productions avant-gardistes en Allemagne, aux Pays-Bas, en Autriche, en Tchécoslovaquie et au Danemark entre 1910 et environ 1924. Une reconsidération historique importante a étendu ce terme jusqu'à 1905 et même plus largement pour englober le reste de l'Europe. Aujourd'hui le sens s'est encore élargi pour se référer à l'architecture de n'importe quelle époque ou endroit qui fait preuve de quelques qualités appartenant à ce mouvement, comme la distorsion, la fragmentation ou la manifestation d'une émotion violente.
Ce style fut caractérisé par l'adoption plus précoce que le modernisme de nouveaux matériaux, d'innovation formelle et d'un inhabituel amoncellement, parfois inspiré par des formes biomorphiques naturelles, parfois par les possibilités des nouvelles techniques offertes par la production en masse de briques, d'acier et de verres spéciaux. Beaucoup d'architectes expressionnistes servirent lors de la Première Guerre mondiale. De leur expérience, combinée avec la tourmente politique et les agitations sociales qui ont suivi la révolution allemande de 1919, en résultèrent des perspectives utopiques et un programme socialiste romantique. Les conditions économiques ont sévèrement limité le nombre de commandes dans le bâtiment entre 1914 et le milieu des années 1920, ce qui condamna nombre des plus importantes expressions de ce mouvement à demeurer des œuvres de papier, comme l'« architecture alpine » de Bruno Taut et le « Formspiels » d'Hermann Finsterlin. Des bâtiments éphémères d'exposition furent légion et très marquant durant cette période. La scénographie pour le théâtre ou les films procura un autre débouché à l'imagination expressionniste, et apporta des revenus supplémentaires pour les designers essayant de défier les conventions dans ce climat économique âpre.
L'architecture expressionniste a été marquée par des événements importants : l'exposition du Deutscher Werkbund à Cologne en 1914, l'ouverture en 1919 puis la programmation théâtrale de la Großes Schauspielhaus, la correspondance de la Gläserne Kette et l'activité de l'école d'Amsterdam. Le principal monument expressionniste encore existant est la tour Einstein d'Erich Mendelsohn à Potsdam. Vers 1925 la plupart des principales figures de l'architecture expressionniste comme Bruno Taut, Erich Mendelsohn, Walter Gropius, Mies van der Rohe ou Hans Poelzig, tout comme les autres figures de l'expressionnisme en général, se tournèrent vers la Nouvelle Objectivité (Neue Sachlichkeit), une approche plus pratique et pragmatique qui rejetait l'agitation émotionnelle de l'expressionnisme. Quelques-uns, comme Hans Scharoun, continuèrent à travailler en utilisant un langage expressionniste.
En 1933, après la prise du pouvoir par les Nazis en Allemagne, l'art expressionniste fut interdit, car jugé dégénéré. Jusqu'aux années 1970 les chercheurs et historiens minimisaient en général l'influence de l'expressionnisme sur le style international qui lui succéda, mais ceci a été revu et réévalué depuis.

## Caractéristiques
L'architecture expressionniste fut avant tout l'affaire d'individualités, et plutôt une démarche qu'une école esthétique, mais on peut néanmoins établir quelques critères objectifs qui la définiraient. Bien que recouvrant une grande variété de productions ainsi que de grandes disparités, de nombreuses convergences peuvent être vues, et de façon récurrente, dans les œuvres architecturales expressionnistes. Ces caractères sont suffisamment pertinents, à des degrés différents, dans chacune des œuvres pour pouvoir être dégagés comme l'essence de l'expressionnisme :
1. une distorsion des formes pour susciter de l'émotion[8] ;
2. subordination du réalisme aux expressions symboliques et stylistiques venant d'une expérience intérieure ;
3. un travail qui implicitement cherche le neuf, l'original et le visionnaire ;
4. une profusion d'esquisses préparatoires sur papier ou maquettes, avec une exploration et une représentation du concept plus importante que la finalisation pratique ;
5. souvent des solutions hybrides non réductibles à un concept unique[9] ;
6. la thématique romantique des phénomènes naturels comme les grottes, les montagnes, la foudre, le cristal et les roches en formation[10] Ainsi, l'architecture expressionniste est plus minérale que végétale ou animale, ce qui caractérisait plus l'Art nouveau avec qui l'expressionnisme fut presque contemporain ;
7. l'utilisation du potentiel créatif de l'artisanat ;
8. un penchant plus affirmé envers le Gothique qu'avec le Clacissisme. L'architecture expressionniste tend aussi plus vers le Roman et le Rococo que vers le Classicisme ;
9. bien qu'européen, l'expressionnisme est un mouvement orientalisant et occidentalisant. Ses influences empruntent au mauresque, au monde islamique, à l'Égypte et à l'Inde tout autant qu'à l'architecture romaine ou grecque[11] ;
10. l'architecture est considérée comme une activité artistique[9].

## Contexte
Les tournants politiques, économiques et artistiques apportèrent un contexte favorable aux premières manifestations de l'architecture expressionniste, et ceci surtout en Allemagne où le caractère utopique de l'expressionnisme trouva une forte résonance dans la communauté artistique plutôt gauchisante et désireuse d'offrir à la société, pendant et après la Première Guerre mondiale, une réponse à ses tourments. La défaite allemande, le départ du Kaiser, les turpitudes et la montée de la social-démocratie, et l'optimisme engendré par la république de Weimar, firent que, parmi les architectes, certains eurent quelques réticences à poursuivre leurs projets initiés avant la guerre et s'autorisèrent à chercher des solutions nouvelles. Une partie influente de la communauté artistique, comprenant des architectes, rechercha une révolution similaire à celle qui se déroulait en Russie. La grandiose et coûteuse réfection de la Großes Schauspielhaus fut plutôt une réminiscence du passé impérial qu'un projet prévu en économie de guerre puis en pleine dépression d'après-guerre.
Des mouvements artistiques qui ont précédé l'architecture expressionniste et continuèrent avec quelques imbrications, furent les mouvements Arts & Crafts et Art nouveau (ou Jugendstil en Allemagne). La fusion entre les designers et les artisans fut une préoccupation majeure du mouvement l'Arts & Crafts qui s'est poursuivie dans l'architecture expressionniste. Le sujet récurrent du naturalisme dans l'Art nouveau qui était aussi prévalent dans le Romantisme, se poursuivit aussi, mais prit un côté plus minéral que végétal. Le naturaliste Ernst Haeckel était connu de Finsterlin et trouvait ses sources d'inspiration dans les formes naturelles.
L'architecture futuriste et le mouvement architectural constructiviste, ainsi que le mouvement nihilo-artistique Dada, vinrent concurrencer l'expressionnisme et souvent avec des formes et des productions très semblables. Le magazine de Bruno Taut, Frühlicht, contenait des projets constructivistes comme le Monument de la troisième Internationale de Vladimir Tatline. Cependant le futurisme et le constructivisme glorifiaient les aspects mécaniques, et s'intéressaient à l'urbanisme ce qui ne sera pas exploré en Allemagne avant le mouvement de la Neue Sachlichkeit. Mendelsohn fait ici figure d'exception, lui dont le travail fut très proche du futurisme et du constructivisme. Une certaine qualité d'exubérance et d'énergie dynamique se retrouve à la fois dans les dessins d'Erich Mendelsohn et ceux du futuriste Antonio Sant'Elia. Le Merzbau de l'artiste dadaïste Kurt Schwitters, avec ses formes anguleuses et abstraites, portait aussi de nombreuses caractéristiques expressionnistes.
L'influence d'individualités comme Frank Lloyd Wright ou Antoni Gaudí a aussi apporté un climat favorable à l'architecture expressionniste. Le portfolio de Wright fut inclus dans les conférences d'Erich Mendelsohn et fut bien connu de tout ce cercle d'architectes. Gaudí fut à la fois influencé en même temps qu'il influença ce qui se passait à Berlin. À Barcelone il n'y eut pas de césure brutale entre l'architecture de style Art nouveau et celle du début du XXe siècle à laquelle le Jugendstil fut opposé après 1900, et son travail contient plus d'Art nouveau que ce qu'en a dit Bruno Taut. Le cercle du Ring connaissait Gaudí puisqu'il était publié en Allemagne, et Finsterlin correspondait avec lui. On peut aussi mentionner Charles Rennie Mackintosh pour offrir une vue assez étendue des recherches plastiques dont l'architecture expressionniste a pu bénéficier. Son œuvre, difficilement classifiable dans le mouvement Arts & Crafts à strictement parler ou même dans l'Art nouveau, comprenant des bâtiments comme la Hill House ou du design comme la chaise Ingram, a une touche expressionniste avant l'heure. Son travail était connu sur le continent, notamment parce qu'il fut exposé au Wiener Secession en 1900.

## Idéologies sous-jacentes
Beaucoup d'écrivains ont contribué au contexte idéologique de l'architecture expressionniste. Des références importantes tirées de la philosophie furent travaillées à partir de Friedrich Nietzsche, Søren Kierkegaard, et Henri Bergson. Les esquisses de Bruno Taut étaient souvent annotées de phrases tirées de Nietzsche, notamment d'Ainsi parlait Zarathoustra, dont le personnage principal incarne la liberté chère aux expressionnistes ; la liberté de rejeter le monde bourgeois, la liberté par rapport à l'Histoire et la force de l'esprit dans l'isolement individualiste. La retraite de Zarathoustra dans la montagne fut une inspiration pour l'architecture alpine de Taut. Henri Van de Velde dessina l'illustration de la couverture du livre Ecce Homo de Nietzsche. Franz Kafka, l'auteur de la Métamorphose parlant de changement de forme allait de pair avec l'instabilité matérielle de l'architecture expressionniste. Les naturalistes, comme Charles Darwin ou Ernst Haeckel, avaient contribué à une idéologie en faveur des formes architecturales biomorphiques comme dans le travail de Hermann Finsterlin. Le poète Paul Scheerbart travaillait directement avec Bruno Taut et son cercle, et contribua aux idées basées sur sa poésie de l'architecture de verre.
La psychologie émergente de Sigmund Freud et Carl Jung fut importante pour l'expressionnisme. L'exploration des effets psychologiques de la forme et de l'espace fut prise en compte par les architectes dans leurs bâtiments, leurs projets et leurs films. Bruno Taut nota les possibilités psychologiques de design scénographique ; « les objets servent psychologiquement à refléter les émotions et les expressions des acteurs. » L'exploration des rêves et le l'inconscient a fourni le matériau aux investigations formelles de Hermann Finsterlin.

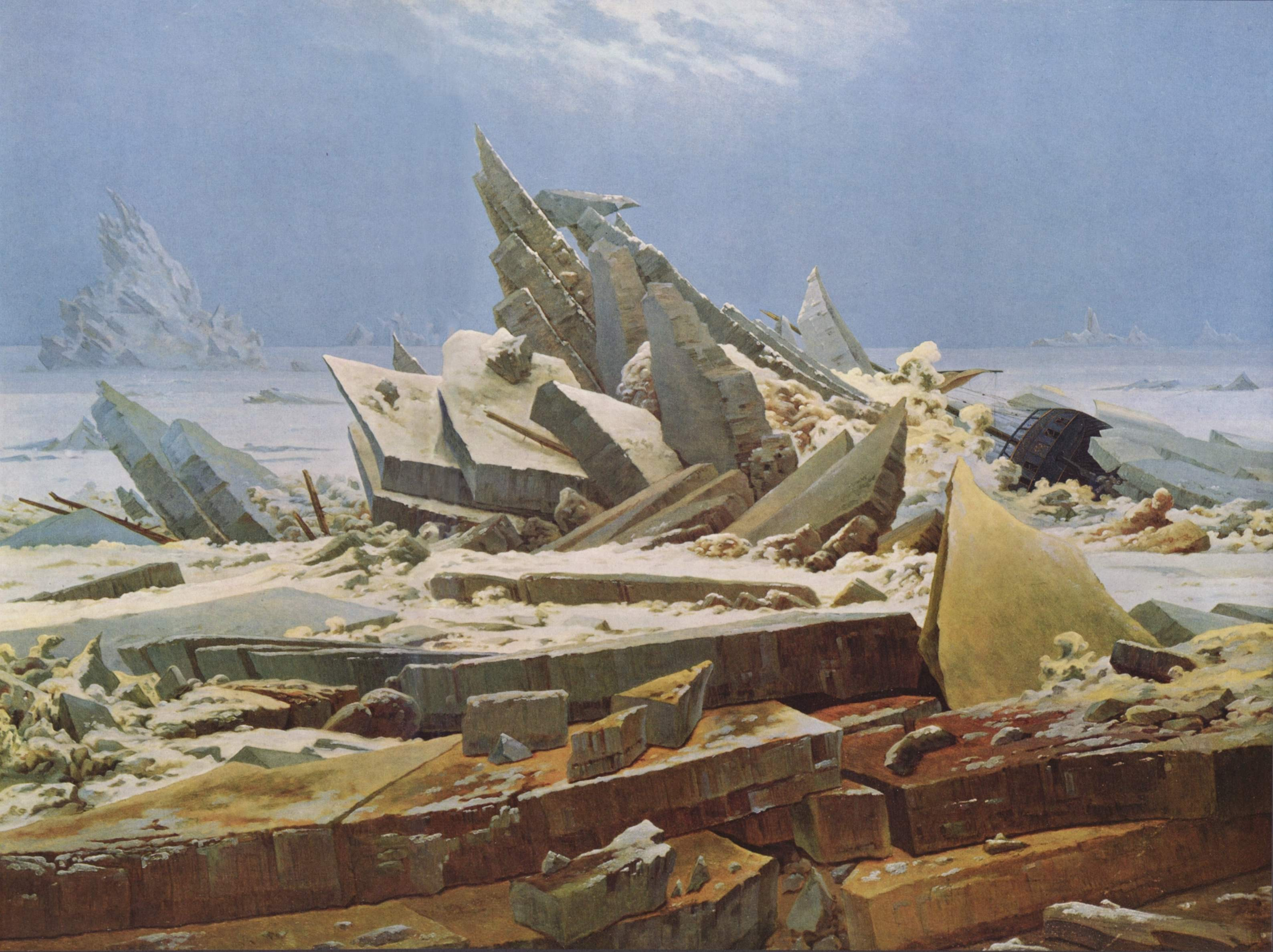
1824, Das Eismeer de Caspar David Friedrich (La mer de glace)

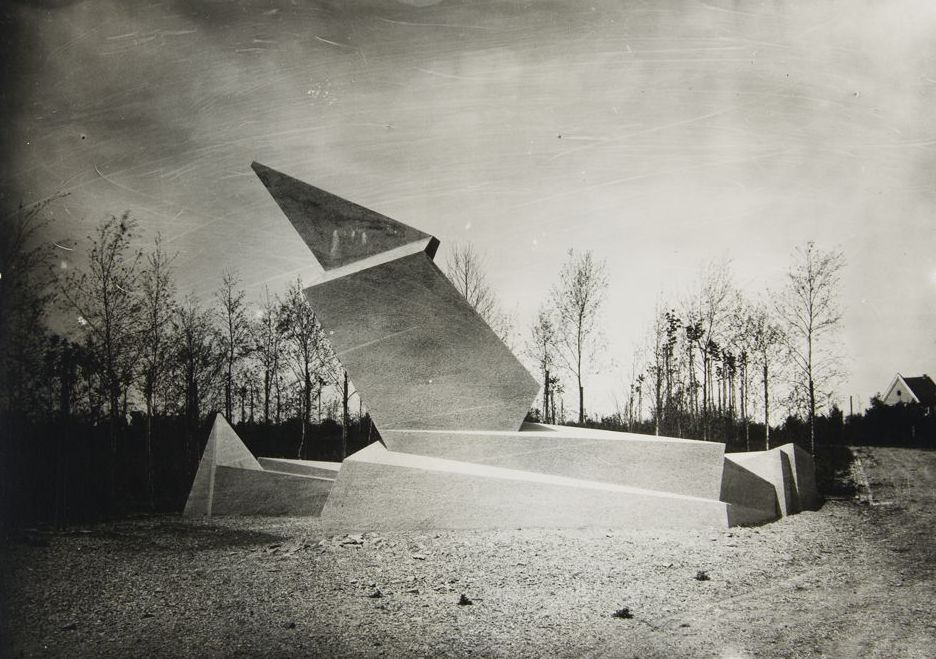
Monument des morts de mars de Walter Gropius en 1921

Tout au long du XVIIIe siècle et du XIXe siècle les philosophies de l'esthétique se sont développées, particulièrement à travers l'œuvre de Kant et de Schopenhauer, ainsi que des notions de Sublime. L'expérience du Sublime était supposée impliquer un auto-oubli où les peurs personnelles seraient remplacées par un sens du bien-être et de la sécurité quand elles seraient confrontées à un objet montrant une puissance supérieure. À la fin du XIXe siècle le Kunstwissenschaft allemand, c'est-à-dire la science de l'art, émergea. Ce fut un mouvement cherchant à discerner les lois de l'appréciation esthétique, et dont le but était une approche scientifique de l'expérience esthétique. Au début du XXe siècle, Max Dessoir, philosophe néo-kantien allemand et théoricien de l'esthétique, fonda le Zeitschift für Ästhetik und allgemeine Kunstwissenschaft qui édita pendant de nombreuses années et publia le travail de cette association de recherche dans lequel il formula cinq formes esthétiques primaires : la beauté, le Sublime, le tragique, le laid et le comique. Iain Boyd Whyte écrivit que malgré le fait que « les projections visionnaires des expressionnistes ne se contentaient pas de recopier sur la table à dessin les idées de Kant, il y avait cependant, lors de la première décennie de ce siècle [XXe siècle|le vingtième], un climat des idées qui était compatible avec les questionnements esthétiques et les productions artistiques du Romantisme. »
Les théories artistiques de Vassily Kandinsky, comme celles concernant les Point Ligne Plan et Du Spirituel dans l’Art, furent les pièces maîtresses de la pensée expressionniste.

## Forme
La forme joua un rôle primordial dans ce qui distingua l'architecture expressionniste de ces prédécesseurs immédiats, l'Art nouveau ou Jugendstil. Henry Van de Velde put dépouiller ses bâtiments de tout ornement, et, comme d'autres à l'époque, se tourner vers des concepts formels d'individualisme et de représentations symboliques. Tandis que l'Art nouveau s'accordait quelques libertés avec son ornementation organique, l'architecture expressionniste s'efforça de libérer la forme du bâtiment en entier plutôt que seulement quelques parties. Des exemples de ceci se retrouvent dans les projets de papier du mouvement aussi bien que dans l'œuvre bâti. La Formspiels de Hermann Finsterlin dépeint la forme de bâtiments transformés en masses organiques et anamorphiques. L'architecture alpine de Bruno Taut illustre les structures luminescentes dont l'enveloppe entière est changée en une forme cristalline. Un exemple de projet expressionniste construit formellement intense est la tour Einstein d'Erich Mendelsohn. Ce bâtiment sculptural montre la géométrie sous une optique relativiste et révolutionnaire. Dépouillés de toute ornementation apposée, la forme et l'espace sont modelés de façon fluide pour exprimer des concepts de l'architecte ainsi que ceux de celui dont la tour tire le nom. Mendelsohn avait un sens profond de la forme, montré par la tour Einstein, mais aussi par ses nombreux dessins. « Dans ces esquisses qui ne proviennent pas de commandes, Mendelsohn pensait en termes de volumes et seulement après en termes de fonction. » Contemporain des expressionnistes, Antoni Gaudí put dévier de la nature ornementale de l'Art nouveau pour faire de « larges et sculpturales masses qui apparaissent comme des propositions cohérentes formellement. »
Comme l'architecture expressionniste utilisait des géométries courbes, une forme récurrente de ce mouvement est le dôme. L'intérieur de la Großes Schauspielhaus était concave. Les Formspliels de Hermann Finsterlin ont une forme de dômes asymétriques anthropomorphiques. Beaucoup des œuvres de Bruno Taut sont aussi arrondies, comme le pavillon de verre et le Käseglocke (cloche à fromage) de Worpswede. L'architecture alpine de Taut possède le charme excentrique des palais du plaisir en forme de dôme du Kubla Khan de Samuel Taylor Coleridge. L'architecture incurvée requiert une couverture courbe, les toits de l'architecture expressionniste sont donc souvent des dômes. Un autre motif expressionniste fut l'accentuation soit des horizontales, soit des verticales, afin d'effets dramatiques, influencé en cela par de nouveaux objets techniques comme les paquebots ou les gratte-ciel.
La forme, comme révélée par une loi, fut dépeinte sous un jour expressionniste par Hugh Ferriss. Ses illustrations de l'ordonnancement par zone de New York en 1916 avaient une qualité expressionniste dans leur rendu. Elles furent publiées en Allemagne dans le magazine Baukunst en 1926. Par leur important contraste lumineux, utilisées pour révéler la forme, elles semblent inspirées par le film Metropolis tourné en 1927.
Le formalisme fut une tendance que l'architecture expressionniste aida à faire contribuer au modernisme. Kandinsky postula en 1912 que la forme était une expression du contenu et en de nombreuses instance que la forme elle-même était le contenu. Le travail des expressionnistes qui rejoindront par la suite la Neue Sachlichkeit, était initialement formalisé par un début de distorsion des formes, mais peu accentuée. Peter Behrens, Walter Gropius, Mies van der Rohe et d'autres épousèrent un aspect formel normatif (avec cependant quelques exceptions), usant de géométries orthonormées pour suggérer d'autres concepts architecturaux basés sur la régularité géométrique.

## Matériaux

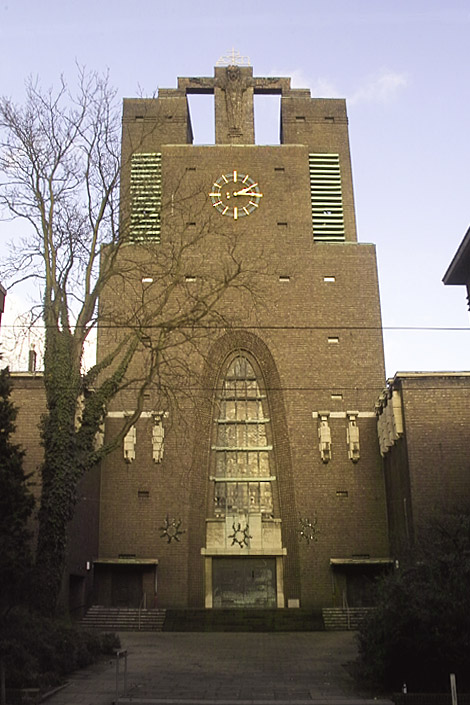
Église paroissiale catholique Heilig-Kreuz à Gelsenkirchen par Josef Franke, 1927–1929

Un intérêt récurrent des architectes expressionnistes fut l'utilisation de matériaux et de la façon poétique dont ils pouvaient être mis en œuvre. Souvent l'intention était d'unifier les matériaux d'un bâtiment pour le rendre monolithique. La collaboration avec Bruno Taut et le poète utopique Paul Scheerbart a cherché à adresser les problèmes de la société allemande par une doctrine de l'architecture de verre. Cet utopisme peut être vu dans le contexte de la révolution allemande où la lutte entre la nationalisme et le socialisme devait se résoudre d'elle-même. Taut et Scheerbart ont imaginé une société qui se serait émancipée en rompant avec les formes anciennes et les traditions, propulsée par une architecture qui inonderait chaque bâtiment de lumières multicolores et incarnerait un futur plein de promesse. Ils ont publié des textes à ce sujet et ont construit le pavillon de verre lors de l'exposition du Werkbund de 1914. Sont inscrits autour de la base du dôme des aphorismes sur le matériau rédigés par Scheerbart.
« Le verre coloré détruit la haine », « Sans un palais de verre, la vie est un fardeau », « Le verre nous apporte une nouvelle ère, construire en briques nous nuit » — Paul Scheerbart, inscriptions sur le pavillon de verre du Werkbund de 1914.
Un autre exemple de l'usage expressionniste de matériaux monolithiques fut celui d'Erich Mendelsohn avec la tour Einstein. Il ne faut pas oublier le calembour autour du nom de la tour, Einstein, qu'on entend en allemand comme « une pierre », et une tentative de modeler le bâtiment comme s'il provenait d'une seule pierre, de ein Stein. Bien qu'elle ne fut pas moulée à partir d'une coulée de béton (à cause de difficultés techniques, ce fut de la brique et du stuc qui furent en partie utilisés) l'effet que donne la tour est une expression de la fluidité d'un béton moulé. Architecture de l'acier et du béton fut le titre d'une exposition de dessins de Mendelsohn en 1919 à la galerie de Paul Cassirer à Berlin.
La brique fut utilisée de façon similaire pour exprimer la nature inhérente du matériau. Dans les années 1920, Josef Franke produisit quelques églises au caractère expressionniste dans la Ruhr (voir : Expressionnisme de brique). Bruno Taut utilisa la brique pour montrer la masse et la répétition dans ses lotissements Legien-Stadt de Berlin. Selon Pehnt : « Des arguments moraux et parfois même irrationnels furent présentés en faveur de la construction en briques. » Avec ses couleurs et son effet de vibration un peu pointilliste, la brique devint pour l'expressionnisme ce que le stuc deviendra plus tard pour le style international.

## Théâtre et cinéma
L'Europe a connu un boum dans la production théâtrale au début du XXe siècle. En 1896 il y avait 302 théâtres permanents en Europe, en 1926 ils étaient 2 499. Le cinéma a connu une progression comparable dans sa fréquentation, sa popularité et l'augmentation du nombre de salles de cinéma. Ces médias étaient aussi capables de rendre temporairement concrètes quelques idées architecturales innovantes. Beaucoup d'architectes conçurent des décors de théâtre et de films expressionnistes. Ce furent des moments primordiaux pour le mouvement, et, avec cet intérêt pour le théâtre et le cinéma, les arts vivants tinrent une place importante dans l'expression architecturale expressionniste. Tout comme dans le cinéma et le théâtre, l'architecture expressionniste créa un environnement inhabituel et excentrique qui assaillait le spectateur.
Des exemples construits de théâtres expressionnistes comprennent la construction par Henry Van de Velde du modèle du théâtre pour l'exposition du Werkbund de 1914, ainsi que l'important remaniement de la Großes Schauspielhaus de Hans Poelzig. La gigantesque capacité de la Großes Schauspielhaus rendit possible les places bon marché et la création d'un « théâtre pour tous ». Non seulement les architectes expressionnistes firent des décors de théâtre, mais Bruno Taut commit aussi une pièce destinée aux planches, Weltbaumeister.
Les architectes expressionnistes furent à la fois impliqués dans des films et inspirés par eux. Hans Poelzig s'efforça de faire des films basés sur des légendes et des contes. Poelzig dessina des décors pour Der Golem, le film de Paul Wegener de 1920. L'espace dans Der Golem était un village tridimensionnel, une reconstitution du ghetto juif de Prague. Celui-ci contraste avec les décors de Das Kabinett des Doktors Caligari où là ils étaient peints sur des toiles de fond. Peut-être ce dernier put atteindre une liberté stylistique plus grande, mais Poelzig, avec Der Golem, put créer un village entier qui « parlait avec un accent juif ». Herman Finsterlin approcha Fritz Lang avec une idée pour un film. Le film de Lang, Metropolis, montrait une société « futuriste », visuellement progressiste, mais il traitait en fait, avec beaucoup de pertinence, le rapport qu'entretenaient le travail et la société dans l'Allemagne des années 1920. Bruno Taut proposa un film en guise d'anthologie de la Gläserne Kette intitulé Die Galoschen des Glücks (Les galoches du bonheur), titre emprunté à Hans Christian Andersen. Sur ce film Taut remarqua qu'« un expressionnisme de la plus subtile espèce apportera une ambiance, un support et de l'action en harmonie les uns avec les autres. » Ça caractériserait les fantaisies architecturales adaptées à chaque membre de la chaîne. Finalement non-produit, il révèle cependant les aspirations que ce nouveau média, le cinéma, invoquait.

## Abstraction
La tendance vers l'abstraction en art a correspondu à l'abstraction en architecture. La publication en 1912 d'À propos de la spiritualité en Art de Wassily Kandinsky, son premier plaidoyer en faveur de l'abstraction alors qu'il était encore dans sa phase Blau Reiter, marque le commencement de l'abstraction dans l'expressionnisme ainsi que l'abstraction dans l'architecture expressionniste. La conception de la tour Einstein d'Erich Mendelsohn suivit de peu Kandinsky dans les avancées de l'abstraction en architecture. Par la publication de Point Ligne Plan en 1926, une forme rigoureuse et plus géométrique de l'abstraction émergea, et le travail de Kandinsky épousa des lignes esquissées et plus claires. Les modes en architecture ne sont pas distinctes, ainsi le Bauhaus acquerrait de l'audience tandis que l'expressionnisme faisait face à l'abstraction géométrique de l'Architecture moderne.

## L'école d'Amsterdam

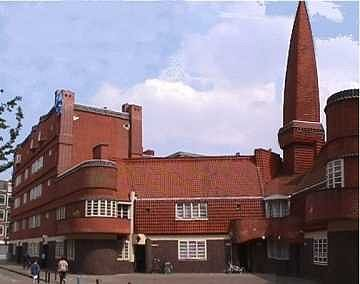
Amsterdam: Het Schip de Michel de Klerk en 1917

L'École d'Amsterdam fut grandement influencée par l'Expressionnisme et fut caractérisée par l'utilisation de façades arrondies et organiques avec de nombreux éléments purement décoratifs et non-fonctionnels comme des pinacles, des sculptures et des fenêtres à « échelle » (avec des barres horizontales, sorte de réminiscence de barreaux d'échelle). Parfois on considère ce mouvement comme le pendant néerlandais de l'Expressionnisme de brique tant de part et d'autre de la frontière les influences étaient fortes et réciproques.

## Héritage

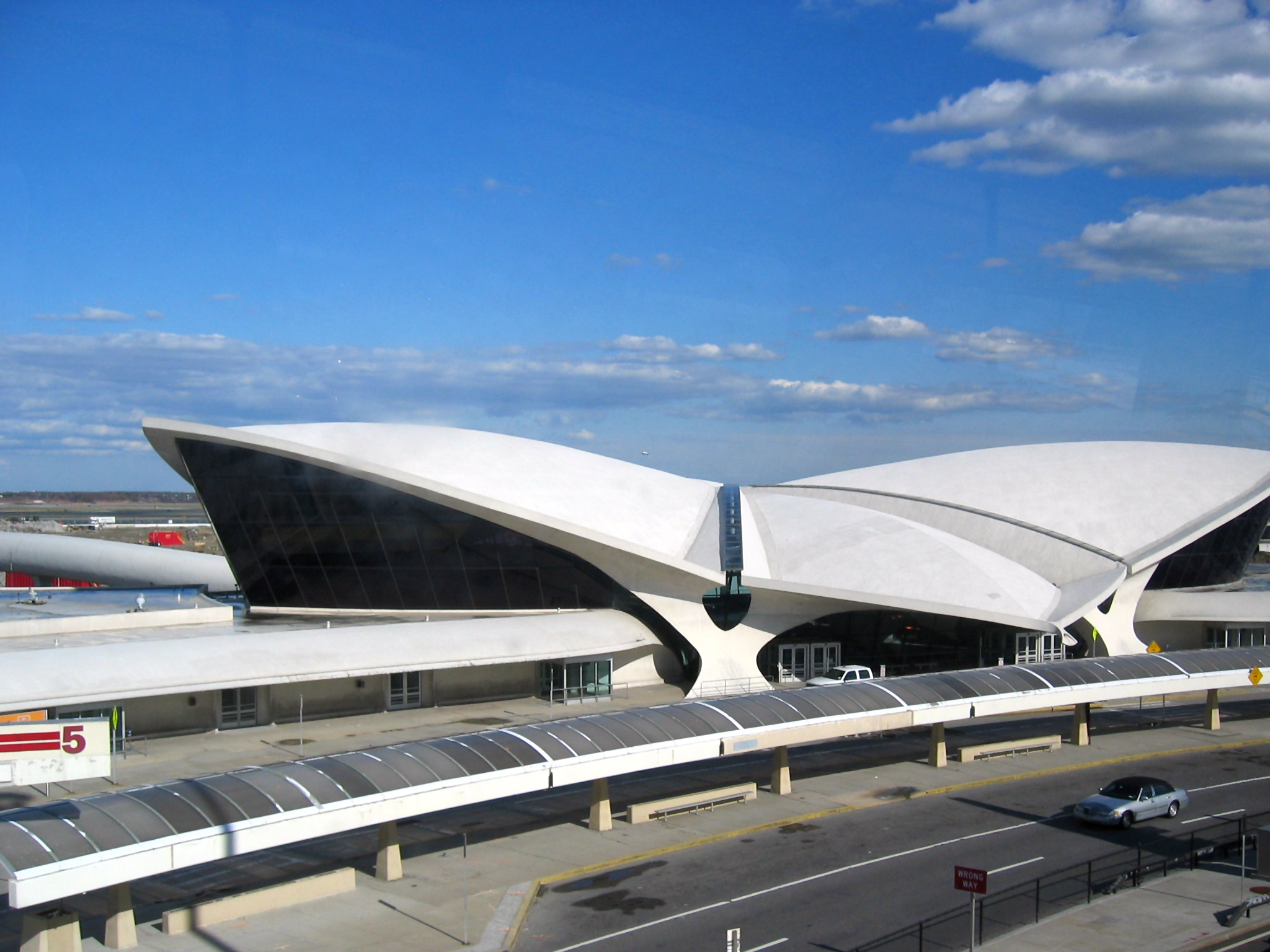
Le terminal TWA d'Eero Saarinen en 1962

Le legs de l'architecture expressionniste se prolonge jusqu'à des mouvements tardifs du XXe siècle. Elle eut une influence sur ses successeurs directs, aussi bien l'Architecture moderne que l'Art déco. Le mouvement artistique de la Neue Sachlichkeit s'éleva en opposition directe à l'expressionnisme. L'architecture expressionniste infuse aujourd'hui évidemment plusieurs courants architecturaux comme le Déconstructivisme, l'œuvre de Santiago Calatrava et les mouvements organiques de la Blob architecture.
Nombreuses, parmi les fondateurs ainsi que les figures majeures de l'architecture expressionniste, furent aussi des figures importantes de l'Architecture moderne. Il en va ainsi de Bruno Taut, Hans Scharoun, Walter Gropius et Mies van der Rohe. À partir de 1927, Gropius, Taut, Scharoun et Mies construisaient tous en Style international et participaient au Weißenhofsiedlung. Gropius et Mies sont plus connus pour leurs œuvres Modernistes, mais le Monument des morts de mars de Gropius, le projet d'immeuble de bureaux sur la Friedrichstraße de Mies constituent des œuvres maîtresses de l'œuvre expressionniste. Le Corbusier commença sa carrière par l'Architecture moderne, mais évolua à la fin de sa vie vers des expressions plastiques inspirées de l'Expressionnisme.
Identifiée pour la première fois à l'Exposition internationale des Arts Décoratifs et industriels modernes en 1925, l'Art déco partage un certain caractère avec l'Expressionnisme et semble même avoir été directement influencé par ce mouvement - particulièrement les activités du Bauhaus de Weimar - et plus généralement avec les éléments et les idéologies qui ont influencé les deux mouvements à l'époque, comme le socialisme et la mécanisation. En commun avec l'Art nouveau et l'expressionnisme, ils étaient intéressés par les effets décoratifs qui rompaient avec le passé et reflétaient plutôt une modernité nouvelle : par exemple l'usage audacieux de lacets, de formes crantées, de courbes amples et les motifs à chevrons. De nouveaux matériaux sont employés d'une façon nouvelle comme le verre, l'aluminium et l'acier inoxydable. Des exemples plus tardifs de l'Art déco, particulièrement à New York peuvent être vus comme l'équivalent outre-Atlantique de l'expressionnisme européen.
Au milieu du XXe siècle, dans les années 1950 et 1960, beaucoup d'architectes commencèrent à concevoir des projets avec des réminiscences de l'architecture expressionniste. Lors de l'après-guerre une variante de l'expressionnisme, le brutalisme, eut une approche sincère des matériaux, dans leur utilisation du béton sans fioritures, qui était similaire dans leur démarche à l'emploi de la brique par l'école d'Amsterdam. L'œuvre de Le Corbusier prit un tournant vers une plus grande expressivité dans sa période brutaliste, mais encore plus dans son église de Notre-Dame-du-Haut. Un autre architecte moderne du milieu du siècle à évoquer l'expressionnisme fut Eero Saarinen. On trouve en effet une esthétique similaire dans certains de ses édifices comme le terminal TWA de l'aéroport JFK de New York en 1962. Ce terminal avec ses formes organiques est proche du travail de Herman Finsterlin et de ses Formspiels plus que tout autre, sauf peut-être de l'opéra de Sydney dessiné par Jorn Utzon. Encore plus proche de nous, l'esthétique et la rugosité de l'architecture expressionniste ont trouvé un écho dans le travail d'Enric Miralles, surtout dans le bâtiment du parlement écossais, et chez les architectes déconstructivistes comme Zaha Hadid et Daniel Libeskind.

## Historique

### 1900
- Réactions contre l'Art nouveau motivées en partie par le désir moral d'un style plus rigoriste et moins ornementé, mais aussi en partie par les idées rationnelles réclamant une justification pratique aux effets formels. L'Art nouveau a néanmoins ouvert la voie à un langage abstrait et montré les leçons à retenir de la nature[40].
- 25 août, 1900, mort de Friedrich Nietzsche

1905
- Formation à Dresde du mouvement expressionniste Die Brücke.

1907
- Le poète Paul Scheerbart de son côté propose une vision d'anticipation d'un futur utopique.

1908
- Adolf Loos publie son essai/manifeste « Ornament und Verbrechen » (Ornement et crime) qui rejette l'ornementation au profit de l'abstraction.

1909
- Neue Künstlervereinigung München, la nouvelle association d'artistes munichois est créée par et autour de Wassily Kandinsky à Munich.

### 1910
- Publication à Berlin du journal Der Sturm par Herwarth Walden et Die Aktion par Franz Pfemfert comme une porte-parole contre-culturelle anti-Deutscher Werkbund.

1911
- Hans Poelzig fonde une agence à Breslau. Dessins d'un château d'eau à Posen (maintenant Poznań en Pologne), décrits par Kenneth Frampton comme une certaine image de Stadtkrone, et un immeuble de bureau qui inspirera par la suite Eric Mendelsohn pour sa Mosse-Haus à Berlin en 1921[40].
- Wassily Kandinsky quitte la direction du Neue Künstlervereinigung München.
- Walter Gropius et Adolf Meyer construisent l'usine Fagus à Alfeld an der Leine.
- Formation du Blaue Reiter et premières expositions du groupe à Munich et Berlin

1912
- Hans Poelzig dessine une usine chimique à Luban avec des volumes en briques articulés de façon très expressive.
- Wassily Kandinsky publie Über das Geistige in der Kunst, (Du Spirituel dans l’Art)
- Le travail de l'École d'Amsterdam devient visible avec la construction de leur projet pour la coopérative commerciale Scheepvaarthuis, dessinée par Johan van der Mey

1913
- Michel de Klerk commence les travaux sur le premier des trois immeubles de Spaarndammerplantsoen à Amsterdam, le dernier sera fini de construire en 1921.
- Rudolph Steiner entame les travaux du premier Goetheanum. Les travaux seront achevés en 1919.

1914

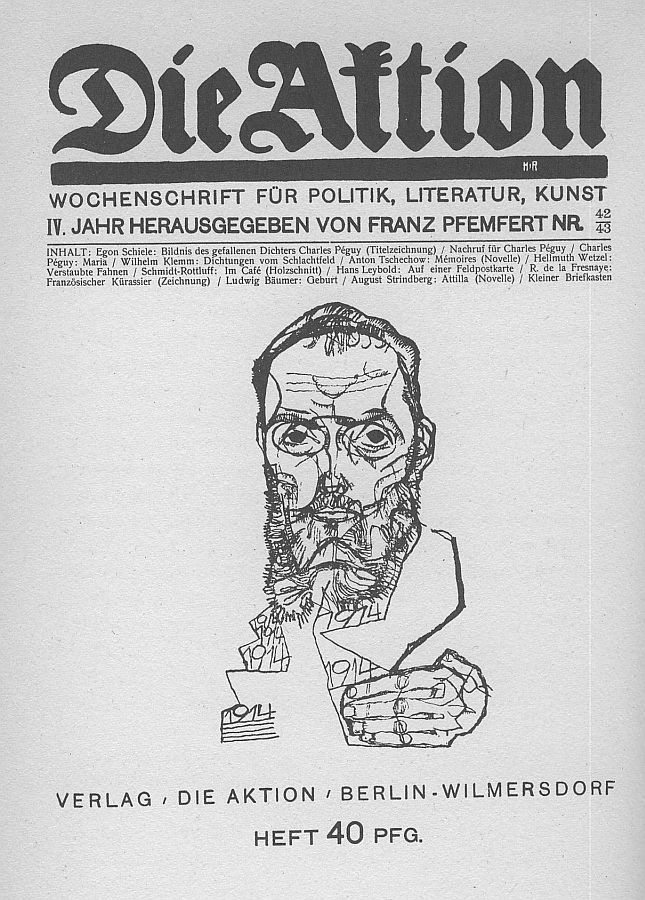
Couverture de 'Die Aktion' de 1914 avec une illustration d'Egon Schiele

- Paul Scheerbart publie Glasarchitecktur
- L'exposition du Deutscher Werkbund à Cologne montre la faille idéologique entre :

1. une approche plus rationnelle (Typisierung) - Behrens, Gropius - et
2. une approche plus artistique (Kunstwollen) - Taut, Van de Velde

1915
- Mort de Paul Scheerbart.
- Franz Kafka publie « Die Verwandlung » (la Métamorphose).

1917
- Michel de Klerk commence à construire le Het Schip, le troisième et le plus accompli des trois immeubles de Spaarndammerplantsoen pour la société Eigen Haard à Amsterdam[41]. Il sera achevé en 1921.
- Bruno Taut publie « Architecture alpine ».

1918
- Adolf Behne étend les implications socio-culturelles des écrits de Scheerbart sur le verre.
- Armistice – révolution en faveur de la république en Allemagne. Les sociaux-démocrates forment des conseils d'ouvriers et de soldats. Grève générale.
- Expression libre de l'école d'Amsterdam élucidé dans le magazine Wendingen.
- Novembre - fondation de l'Arbeitsrat für Kunst (Assemblée des travailleurs pour l'Art) par Bruno Taut et Adolf Behne. Ils prennent modèle volontairement sur les soviets et se rattachent au programme gauchiste de leurs activités utopiques et expressionnistes. Ils demandent, premièrement une révolution spirituelle qui en accompagnerait une politique, deuxièmement que les architectes s'organisent en corporations s'aidant mutuellement.
- Novembre - le Novembergruppe se forme le mois suivant uniquement pour fusionner avec l'Arbeitsrat für Kunst. Il proclame : 
1. la création d'œuvres artistiques collectives ;
2. de l'habitation de masse ;
3. la destruction des monuments artistiquement dénués de valeur (ceci caractérise l'attitude commune des avant-gardes contre le militarisme élitiste qui était perçu comme la cause de la Première Guerre mondiale).
- Décembre - l' Arbeitsrat für Kunst expose ses objectifs primordiaux dans lArchiteckturprogramm, le programme architectural de Bruno Taut. Il en appelle à une nouvelle « œuvre artistique totale » faisant activement participer le peuple.
- Bruno Taut publie « Die Stadtkrone » (la ville-couronne).

1919
- Le manifeste du printemps de l'Arbeitsrat für Kunst est publié. Art pour les masses. Alliance des arts sous l'aile de l'architecture. 50 artistes, architectes et patrons réunis sous la houlette de Bruno Taut, Walter Gropius et Adolf Behne.
- Avril - Exposition des architectes inconnus d'Erich Mendelsohn, Hannes Meyer, Bernhard Hoetger, Max Taut et Otto Bartning. Walter Gropius écrit l'introduction de ce qui est maintenant considéré comme le premier brouillon du programme du Bauhaus publié un peu plus tard le même mois. Appelé une cathédrale du futur pour unifier les énergies créatives de la société comme au Moyen Âge.
- Le Bauhaus s'établit et commence une phase expressionniste qui durera jusqu'à 1923.
- Adolf Behne publie Ja! Stimmen des Arbeitsrates für Kunst in Berlin (Oui ! Les voix du soviet de l'Art à Berlin).
- La révolte spartakiste termine les activités manifestes de lArbeitsrates für Kunst. Le groupe commence la première correspondance utopique de la Gläserne Kette de Bruno Taut. Ils sont rejoints par des architectes alors secondaires : Hans Luckhardt, Wassili Luckhardt et Hans Scharoun. Les lettres exigent ; 1. Le retour vers l'intégration sur le modèle médiéval de l'équipe de bâtisseurs. 2. Des formes irrégulières. 3. Des formes facettées. 4. Des monuments en verre.
- Ouverture de la Grosses Schauspielhaus de Hans Poelzig à Berlin. Des pendentifs tombant du plafond créaient une dissolution lumineuse de la forme et de l'espace.
- Bruno Taut lance le magazine Frühlicht (Lumière de l'aube).
- Bruno Taut et Hans Scharoun accentuent l'importance créative de l'inconscient freudien.
- Hans Poelzig est nommé président du Deutscher Werkbund.
- Début du travail de design de Piet Kramer sur le De Dageraad. La construction sera terminée en 1923. Mendelsohn y voit un travail plus structurel que celui de Hendrikus Wijdeveld.

### 1920
- 26 février, première du film Das Kabinett des Doktors Caligari (Le Cabinet du docteur Caligari) au Marmorhaus de Berlin.
- Hans Poelzig déclare ses affinités avec la Gläserne Kette. Il dessina les décors du film le Golem.
- La solidarité de la Glasserne Kette est rompue. La dernière lettre est écrite par Hermann Finsterlin. Hans Luckhardt reconnaît l'incompatibilité d'une forme inconsciente libre d'un côté avec la préfabrication rationaliste et les élans vers le rationalisme.
- Taut maintient ses vues « scheerbartiennes ». Il publie Die Auflösung der Städt (La dissolution de la ville) en lien avec les tendances anarcho-socialistes de Pierre Kropotkine. En phase avec les Soviets, sa publication recommande la rupture d'avec les villes et un retour à la terre. Il conçoit des communautés agraires et des temples dans les Alpes. Ç'aurait été trois communautés résidentielles séparées :

1. les gens éclairés ;
2. les artistes ;
3. les enfants.

Frampton remarquera que cet autoritarisme porte en germe, malgré les intentions socialisantes, des traits que l'on retrouvera plus tard dans le fascisme.
1921
- Taut devient l'architecte de Magdebourg et échoue à réaliser une salle d'exposition municipale alors que les réalités économiques sévères de la république de Weimar devient apparent.
- Walter Gropius dessine le Monument des morts de mars (mitpressjournals.org) à Weimar. Ce monument sera achevé en 1922 et inspirera les travailleurs Gong dans le film Metropolis de Fritz Lang en 1927.
- Le magazine Frülicht commence à péricliter.
- Eric Mendelsohn visite les Pays-Bas ainsi que des œuvres du groupe néerlandais Wendingen. Il rencontre les rationalistes JJP Oud et WM Dudek. Il identifie le conflit des approches conceptuelles visionnaire et objective.
- La Mossehaus d'Eric Mendelsohn ouvre ses portes. Les travaux de la tour Einstein se terminent. Celle-ci combine les formes sculpturales du théâtre de Van de Weldes lors du l'exposition du Werkbund avec la silhouette de la Glashaus de Taut et les affinités formelles de l'architecture vernaculaire néerlandaise d'Eibink, de Snellerbrand et Hendrikus Wijdeveld. Einstein lui-même la visite et la qualifie d'« organique ».
- Mendelsohn dessine une usine à chapeau à Luckenwalde. Celle-ci est empreinte de l'influence de l'architecte expressionniste néerlandais De Klerk, opposant les formes spectaculairement érigées des installations industrielles aux éléments administratifs horizontaux. Cette approche répond à son usine de textiles de Leningrad de 1925 et anticipe les bandeaux horizontaux de ses grands magasins de Breslau, Stuttgart, Chemnitz et Berlin de 1927 à 1931.
- Hugo Häring et Ludwig Mies van der Rohe répondent à un concours pour un bâtiment de bureaux sur la Friedrichstraße. Leur projet relève d'une approche organique de la structure et est complètement fait de verre.

1922
- Ludwig Mies van der Rohe publie un projet de gratte-ciel en verre dans la dernière publication de Frülicht.
- Le film Nosferatu le vampire de Friedrich Wilhelm Murnau sort sur les écrans.

1923

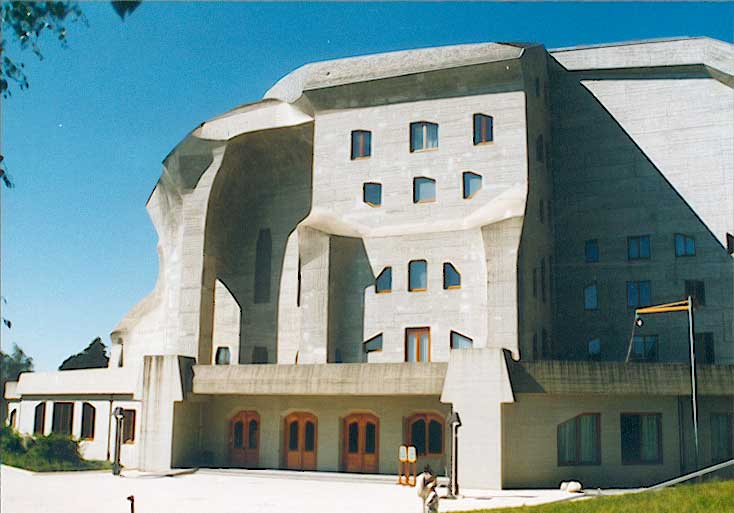
Le Goetheanum de Rudolph Steiner en 1923

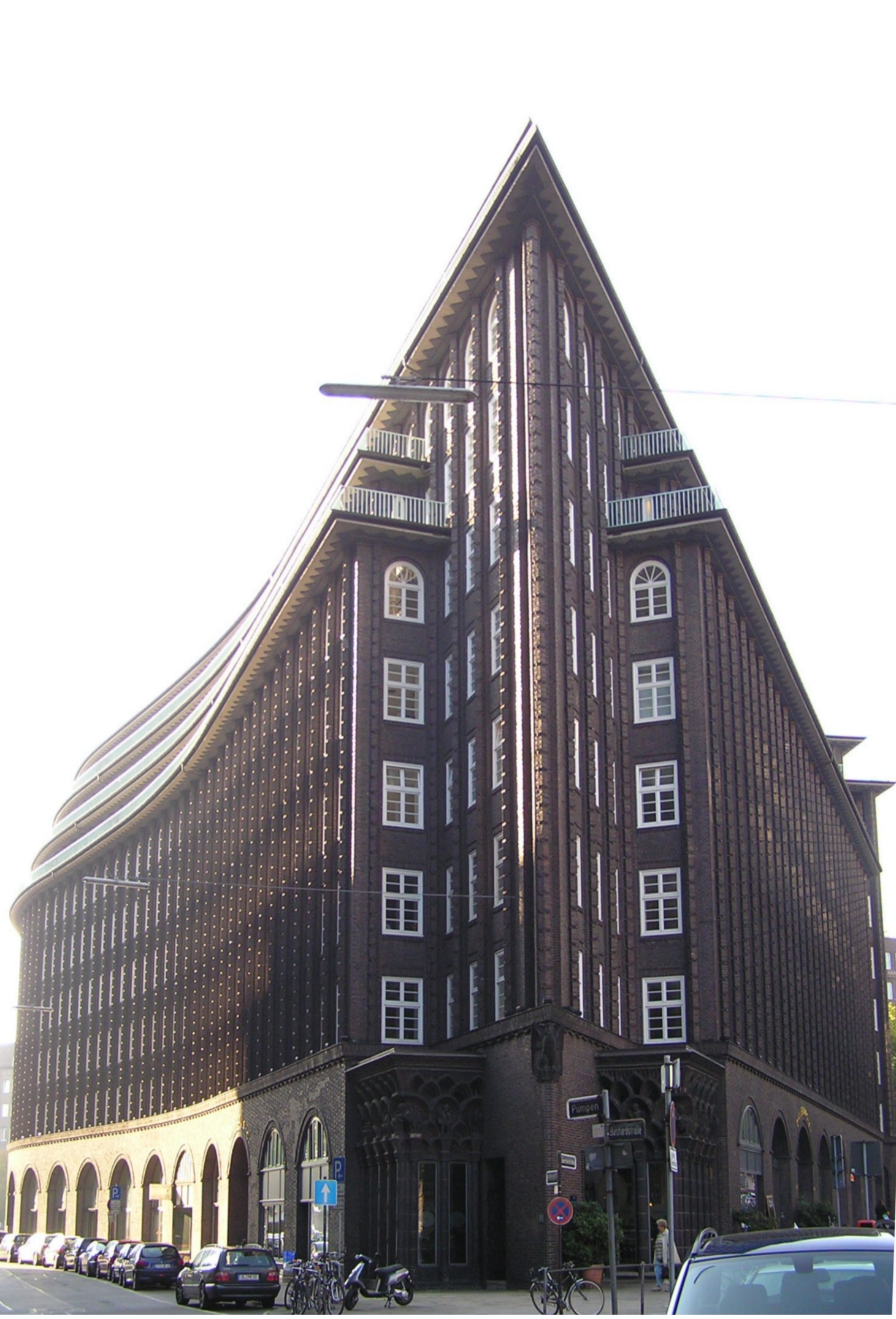
La Chilehaus de Fritz Höger en 1923

- La phase expressionniste du Bauhaus prend fin. Les raisons les plus souvent avancées en sont que l'architecture expressionniste était difficile à construire et que l'inflation rampante en Allemagne fit évoluer les goûts de la société vers plus de sobriété. Mais Jencks émet l'hypothèse que ces raisons communément acceptées sont trop simplistes et avance plutôt pour sa part que l'expressionnisme était devenu l'expression d'un utopisme extrémiste qui s'est discrédité par l'usage de la violence, ou encore que les architectes se sont alors convaincus que le nouveau style (rationaliste) était tout aussi expressif et captait de façon plus juste le Zeitgeist, l'esprit du temps. Il n'y a pas eu une franche opposition ou des manifestations publiques pour hâter ce changement de direction. La seule réaction visible de l'extérieur fut la démission forcée du directeur historique du Bauhaus, Johannes Itten, remplacé par László Moholy-Nagy alors déconstructiviste.
- Érection de la Chilehaus à Hambourg par Fritz Höger.
- Walter Gropius abandonne l'expressionnisme et se tourne vers le rationalisme.
- Bruno et Max Taut commencent à travailler sur le projet gouvernemental d'habitat bon marché.
- Exposition du Berliner secession. Mies van der Rohe et Hans et Wassili Luckhardt font preuve d'une approche plus objective et fonctionnelle.
- Rudolph Steiner dessine le second Goethéanum après que le premier a été détruit par le feu en 1922. Les travaux commencent en 1924 et sont terminés en 1928.
- Michel de Klerk meurt et le style de l'École d'Amsterdam meurt de fait avec lui.

1924
- L'Allemagne adopte le plan Dawes. Des architectes sont plus enclins à produire des habitats bon marché que de poursuivre les idées utopistes sur les constructions en verre.
- Hugo Häring dessine un complexe de ferme. Il utilise des toits pointus très expressifs contrastant avec les éléments volumineux et plus chaotiques aux angles arrondis.
- Hugo Häring dessine le projet résidentiel Prinz Albrecht Garten. Même s'il fait là une démonstration évidente d'expressionnisme, il se préoccupe plus intensément de la source intrinsèque de le forme.
- Fondation du groupe Zehner-Rings.
- Le 3 juin, mort de Franz Kafka.
- Hermann Finsterlin amorce une série de correspondance avec Antoni Gaudí[42].

1925
- Hans Poelzig abandonne l'expressionnisme et retourne à un crypto-classicisme.
- Max Brod publie le Procès de Franz Kafka.

1926
- Le groupe Zehner-Rings devient der Ring avec Hugo Häring à sa tête. Ce collectif d'architectes se détourne largement de l'expressionnisme au profit du fonctionnalisme.
- Wassily Kandinsky publie Point Ligne Plan.
- Max Brod publie le Château de Franz Kafka.

1927

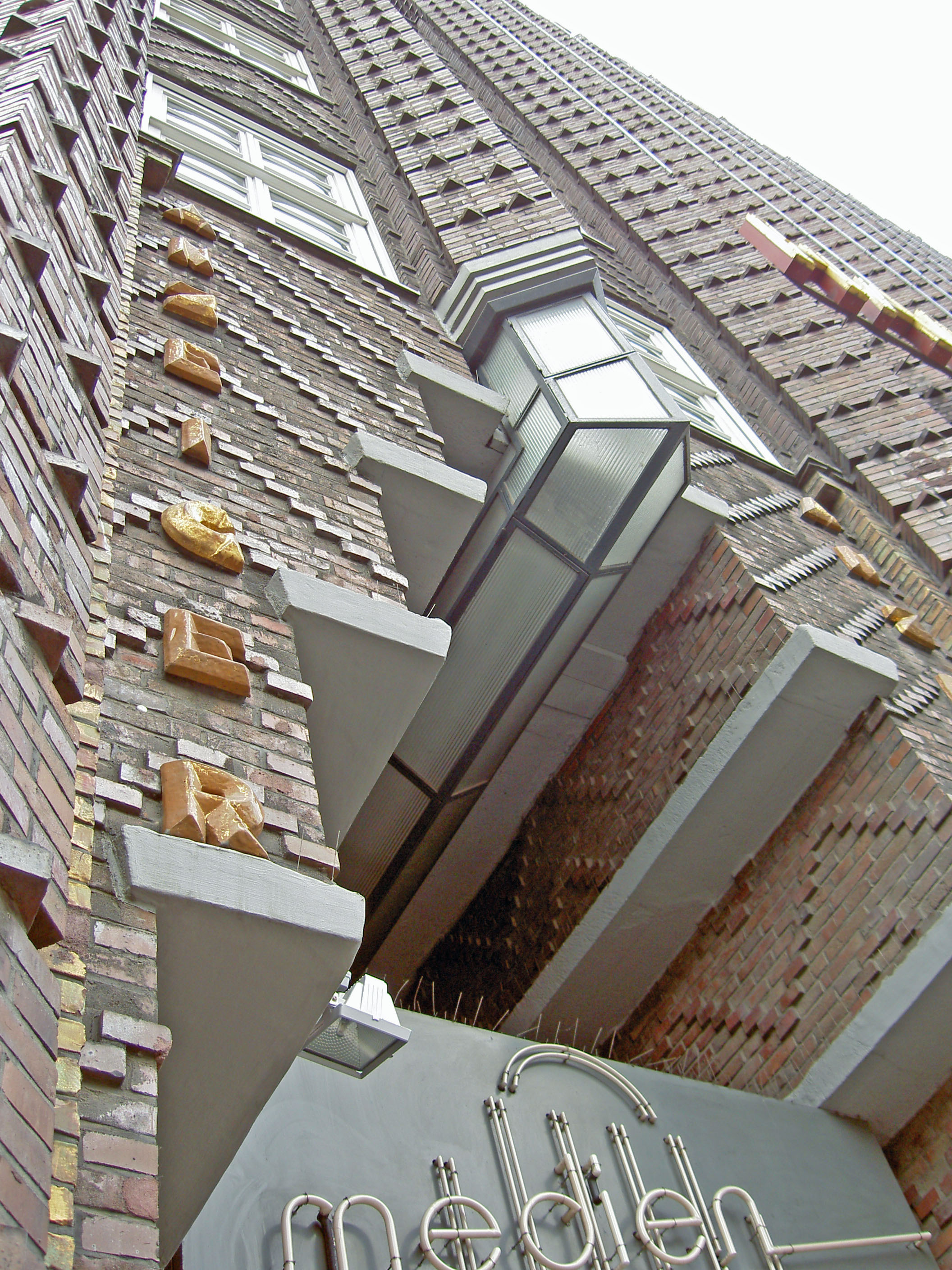
Anzeiger-Hochhaus de Fritz Höger à Hanovre en 1927

- Construction de l'Anzeiger-Hochhaus à Hanovre par Fritz Höger.
- Sortie du film Metropolis de Fritz Lang.
- Le Weißenhofsiedlung est construit à Stuttgart. Des architectes expressionnistes comme Taut, Poelzig, Scharoun, construisent en style moderne.

1928
- Le premier Congrès International d'Architecture Moderne se déroule en Suisse. Hugo Häring échoue à sortir du consensus autour de Le Corbusier et de son appel pour un rationalisme dirigé vers une approche organique. Finalement la vision de scheerbartienne est éclipsée tout comme est écartée une approche du projet non-normative.
- Achèvement de la Großmarkthalle construite par Martin Elsaesser à Francfort-sur-le-Main.
- La chapelle du cimetière de Glienicke/Nordbahn en Allemagne dessinée par Paul Poser est terminée.

### 1930
- Europahaus (Leipzig) achevé.

1931
- Construction de la maison de l'Atlantide dans la Böttcherstraße à Brême.

1933

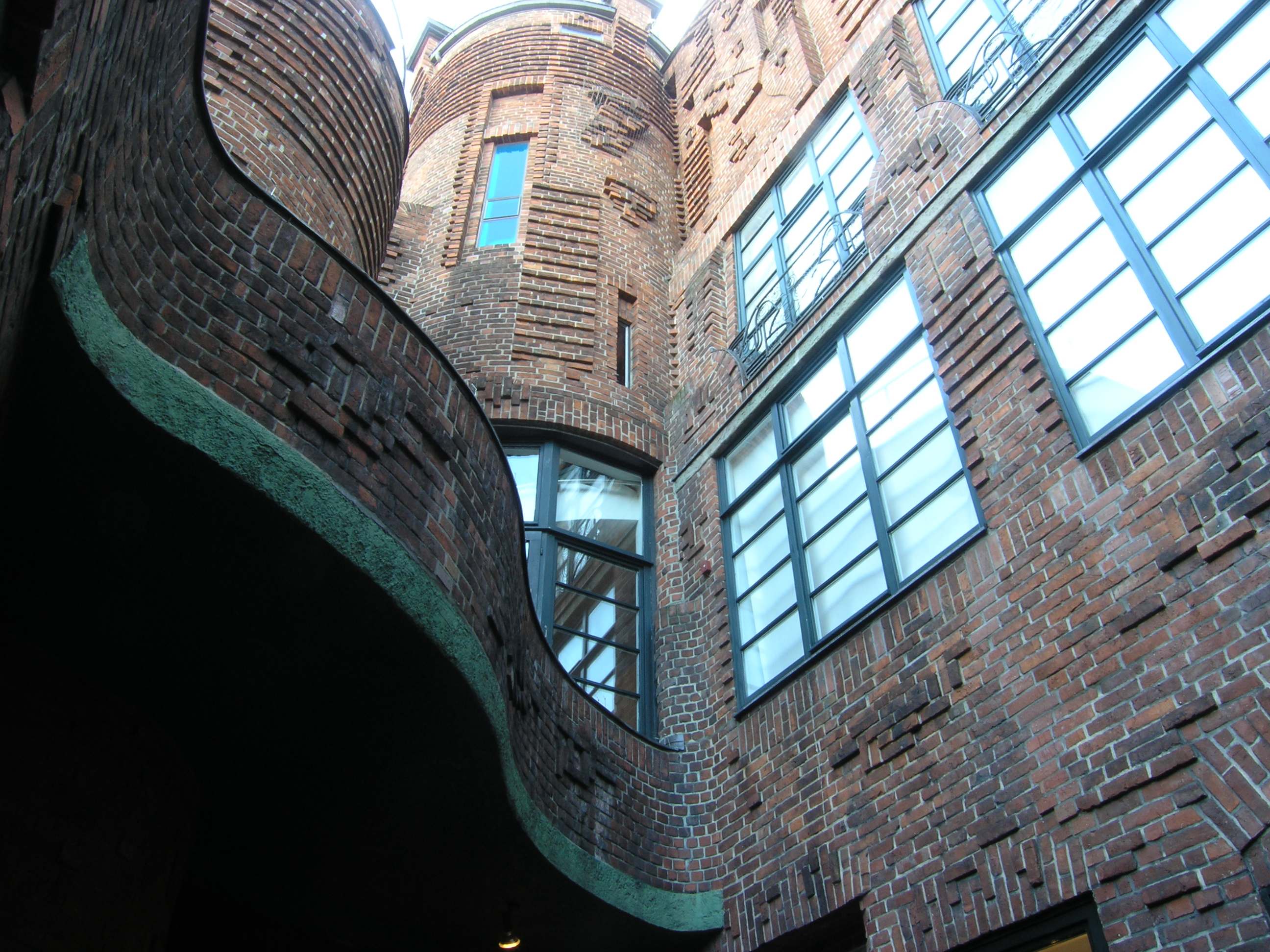
Böttcherstraße

- Après l'arrivée au pouvoir des nazis, l'art expressionniste est considéré comme de l'art dégénéré.

### 1940
- La salle de concert du philharmonique de Berlin est détruite en 1944 lors de la Seconde Guerre mondiale.

### 1950
- Le Corbusier construit Notre Dame du Haut signifiant son retour postmoderne à une architecture aux formes plus expressionnistes. Il construit aussi les unités d'habitation qui appuient sur l'expression architecturale des matériaux. L'utilisation par les architectes brutalistes du béton brut rappelle l'utilisation du verre, de la brique et de l'acier des architectes expressionnistes.

### 1960
- L'expressionnisme renaît, mais sans le contexte politique, dans l'architecture fantastique.
- Reconstruction du philharmonique de Berlin par Hans Scharoun en 1963.

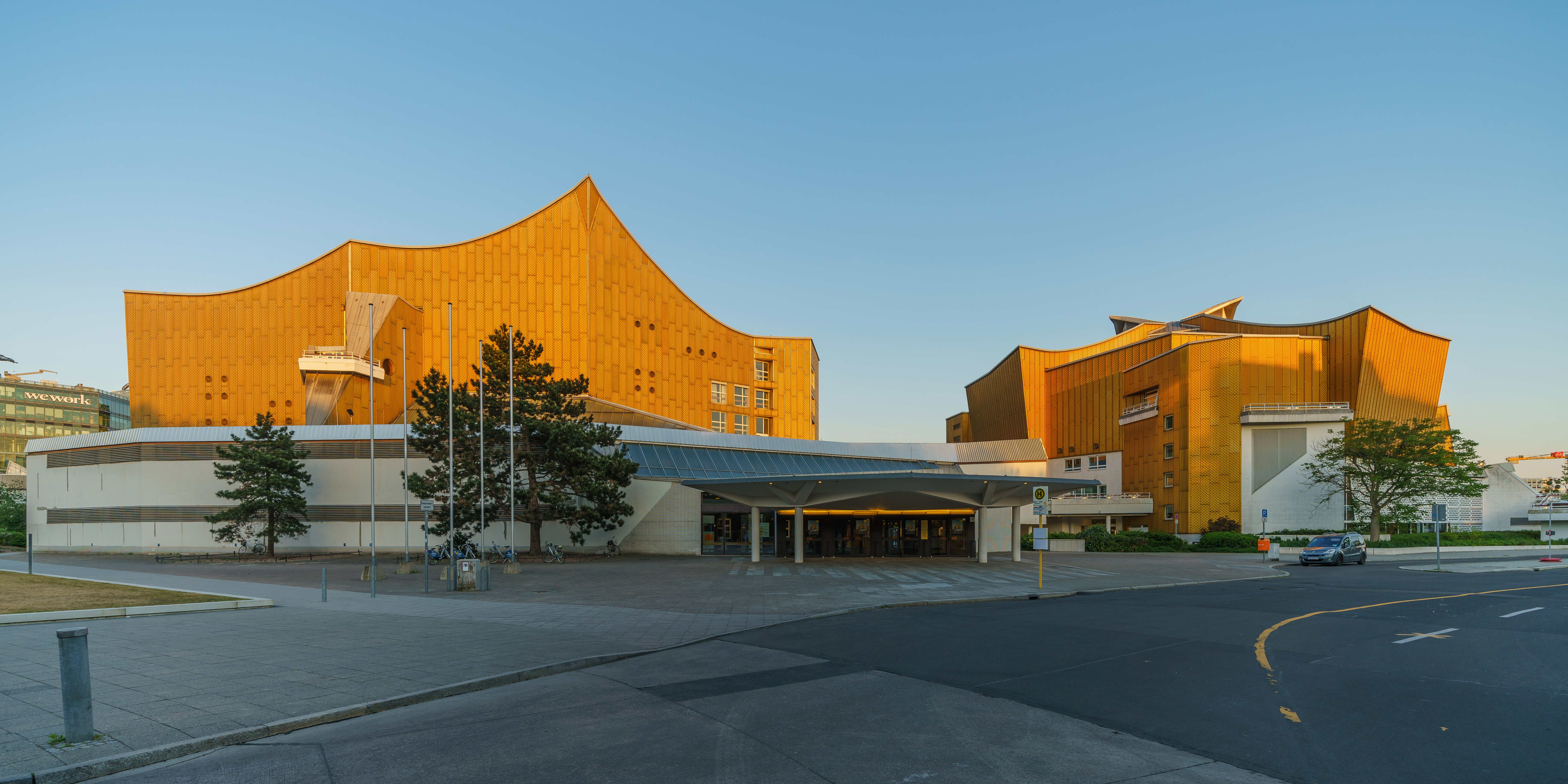
Philharmonique de Berlin de Hans Scharoun

## Architectes expressionnistes notables
- Rudolf Steiner (1861-1925)
- Hans Poelzig (1869-1936)
- Bruno Taut (1880-1938)
- Hugo Häring (1882-1958)
- Walter Gropius (1883-1969), pour ses premières réalisations
- Adolf Behne (1885-1948)
- Hermann Finsterlin (1887-1973)
- Erich Mendelsohn (1887-1953)
- Hans Scharoun (1893-1972)
- Friedensreich Hundertwasser (1928-2000)